# 如櫻花般美好的你
「如櫻花般美好的你」是生物股長的生物的第8張單曲，是二專Life Album的先行單，和前一張單曲茜色の約束之間相隔約三個月，是2008年的第1張單曲，2008年1月30日由Epic Records Japan Inc.發售。初回式樣限定盤封入「生物卡001」以及和『ライフアルバム』一同購買特典應募券。因為標題是「花は桜」，在發售日當天在秋田縣鹿角市的「花輪さくら幼兒園」（「花は桜」和「花輪さくら」讀音相同）進行了演出，只有三人參與，以吉他和口琴伴奏。

## 收錄曲
1. 花は桜 君は美し （4:24）
- 作詞・作曲：水野良樹 / 編曲：渡辺善太郎

『W61S』產品的廣告曲。地下一專『真的是很冒昧的製作了第一張專輯…』中歌曲的重新編曲的版本，歌詞及編曲有很大改動。
2003年6月2日在家鄉神奈川縣厚木市的LIVE HOUSE「Thunder Snake ATSUGI」的首次ONE MAN LIVE中，這首歌是開場曲，2010年的首次Arena巡演也以此首歌作為開場曲。
PV是在日本鐵路JR根岸線桜木町車站前拍攝的。
2. 最後の放課後 （4:47）
- 作詞・作曲：山下穂尊 / 編曲：中村太知

這首歌是一首以畢業為主題的歌曲。
3. 如櫻花般美好的你 -instrumental-

## 收錄專輯
- ライフアルバム（#1）
- いきものばかり〜メンバーズBESTセレクション〜（#1）
- 超いきものばかり〜てんねん記念メンバーズBESTセレクション〜（#1）

## 関連項目
- 桜ソング

## 外部連結
- 花は桜 君は美し（页面存档备份，存于） - Sony Music

1. ↑  RIAJ 2016年3月度